# Bandari Mtwara
Le Bandari Mtwara est un club de football tanzanien basé à Mtwara.